# 76 f.Kr.
| 76 f.Kr.           |
| ------------------ |
| Dødsfald - Fødsler |